# 24 octobre 1943
Le dimanche 24 octobre 1943 est le 297e jour de l'année 1943 du calendrier grégorien.

## Événements
- Mehdi Frashëri devient régent et chef du gouvernement de l'Albanie sous occupation allemande.

### Événements liés à la Seconde Guerre mondiale
- Octobre 1943 durant la Seconde Guerre mondiale

## Naissances
- Martin Campbell, réalisateur néozélandais
- Norman Hunter, footballeur anglais
- Carlo Senoner, skieur alpin italien
- José E. Serrano, homme politique américain
- Theodor Stolojan, homme politique roumain

## Décès
- Léo Daniderff, compositeur français (65 ans)
- Octave Guelliot, médecin et historien français (89 ans)
- Hector de Saint-Denys Garneau, poète canadien (31 ans)